# Almaria Vorderwülbecke
Almaria Vorderwülbecke SSpS (* 2. Februar 1915 in Olsberg, Hochsauerlandkreis; † 16. Februar 1944 in der Bismarcksee) war eine deutsche Steyler Missionsschwester und Märtyrin.

## Leben
Agatha Vorderwülbecke, sechstes von 8 Kindern eines Schneidermeisters, zog mit der Familie nach Bayern um und besuchte die Schule in Taufkirchen. Am 18. Februar 1930 ging sie im Alter von 15 Jahren nach Steyl in das Missionshaus der Steyler Missionsschwestern und erwarb dort die Mittlere Reife. Sie trat am 18. September 1935 in das Missionshaus in Oberdischingen ein und begann am 8. Juni 1936 das Noviziat unter dem Ordensnamen Almaria (weibliche Form von Almar). Am 8. Juni 1938 legte sie ihre Zeitlichen Gelübde ab. Dann reiste sie mit anderen nach Alexishafen in die Papua-Neuguinea-Mission. Sie wirkte als Lehrerin auf der Insel Manam.
Nach der Besetzung Neuguineas durch die japanischen Invasionstruppen 1942 wurde sie zusammen mit Bischof Franziskus Wolf und zahlreichen Mitbrüdern und Missionsschwestern in einem Sammellager auf Manam interniert, wo sie an Unterernährung litten und an Malaria erkrankten. Am 5. Februar gingen sie unter Protest auf das japanische Transportschiff Yorishime Maru, das am 6. Februar nachts von der amerikanischen Luftwaffe angegriffen wurde. Es starben 46 Menschen, darunter als Jüngste Almaria Vorderwülbecke. Eine Gedenkstätte befindet sich in Alexishafen.

## Gedenken
Die Römisch-katholische Kirche in Deutschland hat Schwester Almaria Vorderwülbecke als Märtyrin in das deutsche Martyrologium des 20. Jahrhunderts aufgenommen.